# 水蜜もも
水蜜 もも（すいみつ もも、7月19日 - ）は、日本のバーチャルYouTuber、バーチャルアイドル。所属事務所はAXEL-V。

## 概要
キャラクターの設定は「桃から生まれたもも太郎（♀）。たくさん仲間（リスナー）を集めて鬼ヶ島で鬼と共にピクニックするのが夢。」となっている。
キャラクターデザインは、桜河 ゆう、Live2Dモデルはfumi。
ファンネームは「もも友」。
目標としている先輩、コラボしてみたいVTuberは兎田ぺこら。
運営からのスカウトをきっかけにVTuber活動を始めた。
初配信を行って以降、元旦以外は毎日欠かすことなく朝枠配信を継続し、それと併せてゲーム配信や歌ってみた動画、歌枠配信など幅広いジャンルのコンテンツを公開している。
2022年10月16日、運営のサポート・プロデュース能力の不足と資金不足から AXEL-V が解散、それと同時に卒業となった。

## 経歴
2020年
- 11月6日、Twitterでの活動を開始。
- 11月25日、YouTubeにて初配信を行い、デビュー。
- 12月20日、メンバーシップを解禁。

2022年
- 10月16日、卒業。

## タイアップ
- どこでもキャッチャー - じゃばらパーティ[11](2021年1月25日 - 2月7日)
- どこでもキャッチャー - 春うらら山形の美味いもん名物ご当地フェア！[12](2021年3月8日 - 3月21日)
- どこでもキャッチャー - 【柚子花のサーモン食べ尽くし企画】上から下までサーモンだらけフェス開催！[13](2021年5月17日 - 5月30日)
- TIPSTAR - VTuber競輪プロジェクト[14](2021年7月16日 - 7月18日)
- ウェブポン - オンラインカプセルプライズ[15](2021年7月16日 - 7月25日)
- V-SITE - リアル＆バーチャルアイドル on STAGE[16](2021年12月22日 - 12月23日)
- ウェブポン - オンラインカプセルプライズ[17](2022年3月18日 - 3月27日)
- Z-aN - レンズ越しのVirtual[18](2022年4月16日)
- 株式会社PIMLAB - 推しバナ！ 1on1 Talk Festival[19](2022年7月9日 - 7月10日)
- 株式会社ALA - Vウォーク[20](2022年9月23日 - 9月24日)